# Marie Fontannaz
Marie Fontannaz, née le 28 décembre 1988 à Attalens, est une comédienne suisse.

## Biographie

### Origines et famille
Marie Fontannaz naît le 2 ou le 28 décembre 1988 à Attalens, dans le canton de Fribourg. Elle y passe son enfance.
Elle a une sœur aînée, Diana Fontannaz, également comédienne, et un frère aîné. Leurs parents, Jean et Catherine Fontannaz, comptent parmi les fondateurs en 1984 d'une troupe de théâtre amateur à Attalens, les « Perd-Vers »,,.

### Études
Ses études secondaires supérieures au Collège du Sud à Bulle terminées, elle s'inscrit au Conservatoire de Genève, dont elle sort diplômée. Elle obtient ensuite, après avoir été recalée deux fois au concours d'entrée, une maîtrise à La Manufacture, Haute école des arts de la scène à Lausanne en 2015,.

### Parcours artistique
Après une mauvaise expérience au sein de la section junior de la troupe de ses parents, elle prend goût au théâtre au cycle d'orientation de Châtel-Saint-Denis,. Elle joue notamment au Théâtre des Osses, à Givisiez dans le canton de Fribourg, le rôle d'Angélique en 2015 dans la pièce de théâtre Les Acteurs de bonne foi de Marivaux et celui de Nora dans Une maison de poupée d'Henrik Ibsen en 2023.
À la télévision, elle joue en particulier le rôle de Jessy, une citadine venue s'installer dans les montagnes en Valais dans les sept épisodes de la saison 1 de la série télévisée Station Horizon, diffusée sur la Radio télévision suisse, en 2015 et sur la chaîne suisse alémanique SRF en 2016. Elle apparaît aussi régulièrement dans l'émission humoristique 52 minutes.
Au cinéma, elle décroche un rôle dans En attendant Bojangles de Régis Roinsard en 2021, Colombine de Dominique Othenin-Girard en 2022 et Les Histoires d'amour de Liv S d'Anna Luif en 2023.
Elle est également chanteuse dans deux groupes locaux : l’Orchestre Jaune et le projet King-Jones.

## Filmographie

### Cinéma
- 2021 : En attendant Bojangles de Régis Roinsard[11]
- 2022 : Maude dans Colombine de Dominique Othenin-Girard[12]
- 2023 : Les Histoires d'amour de Liv S d'Anna Luif[13]

### Télévision
- 2015 : Station Horizon, 7 épisodes : Jessy, un des rôles principaux[6]
- 2017 : La Lumière de l'espoir[16]
- 2018 : Bip, web-série coproduite par la Radio télévision suisse[17],[18]

## Théâtre
- 2015 : Lac de Pascal Rambert, mise en scène Denis Maillefer, Théâtre les Halles de Sierre[19]
- 2015 : Angélique dans Les Acteurs de bonne foi de Marivaux, mise en scène Geneviève Pasquier et Nicolas Rossier, Théâtre de Carouge, Grange de Dorigny et Théâtre des Osses
- 2016 : Perplexe de Marius von Mayenburg, mis en scène par Georges Gbric à la Maison de quartier de Chailly[20]
- 2019 : La Marquise d'O... de Heinrich von Kleist, mis en scène par Nathalie Sandoz au Théâtre de l'Oriental à Vevey[21]
- 2023 : Nora dans Une maison de poupée d'Henrik Ibsen, mise en scène par Anne Schwaller au Théâtre des Osses[8]
- 2023 : Les Tournesols de Fabrice Melquiot au Théâtre de l'Alchimic à Genève[22]
- 2024 : Alice dans Le patient amoureux de Vincent Bossel au Théâtre Montreux Riviera[23]